# Wonderful (singel)
Wonderful – singel Annie Lennox, wydany w roku 2004.

## Ogólne informacje
Był to trzeci i ostatni singel z albumu Bare. W Stanach Zjednoczonych ukazał się w regularnej sprzedaży, a w pozostałych krajach tylko jako singel promocyjny. Utwór trafił na pierwsze miejsce amerykańskiej listy Hot Dance Club Play. Piosenka spotkała się z mieszanymi opiniami krytyków.